# الگوریتم‌شناسی

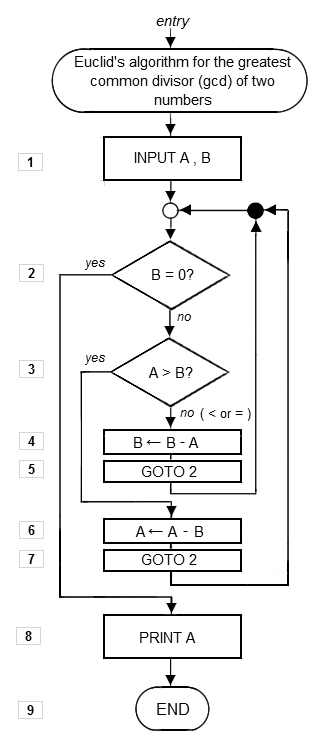
تصویری از چارت یک الگوریتم

الگوریتم‌شناسی (انگلیسی: Algorithmics) علم الگوریتم‌ها است. از موضوعات این علم می‌توان به این موارد اشاره کرد:
- طراحی الگوریتم‌ها،
- ساخت فرایندهایی برای حل مسئله‌های مشخص یا گروهی از مسائل،
- نظریهٔ پیچیدگی کولموگروف،
- مطالعهٔ تخمین زدن سختی مسائل از طریق بررسی ویژگی‌های الگوریتم‌هایی که برای حل کردن آن‌ها طراحی شده‌اند (تحلیل الگوریتم‌ها)،
- مطالعهٔ ویژگی‌های یک مسئله مثل سنجش زمان و حافظهٔ کامپیوتری لازم برای حل مسئله از طریق یک الگوریتم.